# Semenovia rubtzovii
Semenovia rubtzovii är en flockblommig växtart som först beskrevs av Boris Konstantinovich Schischkin, och fick sitt nu gällande namn av Ida P. Mandenova. Semenovia rubtzovii ingår i släktet Semenovia och familjen flockblommiga växter. Inga underarter finns listade i Catalogue of Life.